# Silene ramosissima
Silene ramosissima är en nejlikväxtart som beskrevs av René Louiche Desfontaines. Silene ramosissima ingår i släktet glimmar, och familjen nejlikväxter. Inga underarter finns listade i Catalogue of Life.